# Cheick Tioté
Cheick Tioté (Iamussucro, 21 de junho de 1986 – Pequim, 5 de junho de 2017) foi um futebolista profissional marfinense que atuava como volante e jogou em clubes como o Twente e Newcastle, onde teve bastante sucesso. Seu último clube foi o Beijing Enterprises da segunda divisão chinesa. Ele faleceu durante um treino pelo time chinês.
Fez sua estreia com a camisa do Newcastle junto com Hatem Ben Arfa, contra o Everton. Acabaria por jogar durante sete épocas pelos magpies, realizando 148 jogos e marcando 1 gol.

## Morte
Cheick Tioté teve uma parada cardíaca durante um treinamento do seu novo clube, Beijing Enterprises, e morreu em 5 de junho de 2017, aos 30 anos.

## Títulos
Costa do Marfim
- Copa das Nações Africanas: 2015